# Susan Yam-Yam Shaw

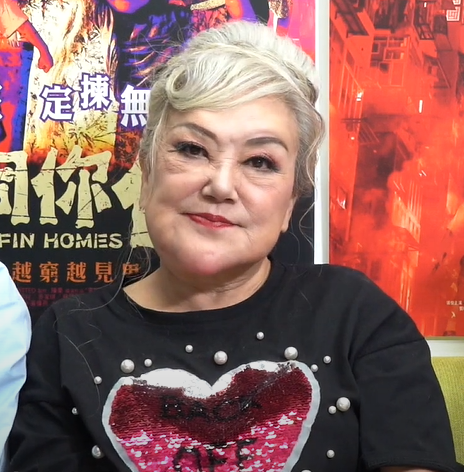
Susan Yam-Yam Shaw (2021)

Susan Yam-Yam Shaw (* 17. August 1950 in Yau Ma Tei, Kowloon, Britisch-Hongkong als Ngai Siu-Aan, chinesisch 倪小雁) ist eine Hongkonger Schauspielerin. International wurde sie auch unter dem Namen Susan Shaw vermarktet.

## Leben
Shaw wurde am 17. August 1950, nach anderen Angaben am 10. August beziehungsweise am 27. August, im Kwong Wah Hospital in Yau Ma Tei, im heutigen Yau Tsim Mong District, geboren. Ihr Vater war Offizier der Kuomintang-Luftwaffe; sie hat einen jüngeren Bruder und eine jüngere Schwester. Nach ihrem ersten Lebensjahr wuchs sie bei ihren Großeltern auf. Ab ihrem dritten Lebensjahr besuchte sie eine Privatschule. Wenige Jahre später wurde ihr Vater von der britischen Regierung aufgrund seiner Mitgliedschaft der Kuomintang nach Taiwan deportiert. Die Familie folgte ihrem Vater nach Taiwan. Nach ihrer Rückkehr nach Hongkong und ihrer Beendigung der Schulpflicht machte sie eine Ausbildung zur Krankenschwester und arbeitete einige Zeit auf einem Schiff.
Seit den 1970er Jahren ist sie als Filmschauspielerin tätig. Zu Beginn ihrer Karriere spielte sie vor allem in Martial-Arts-Filmen und Exploitationfilmen mit. Erste Rollen erhielt sie beim Filmproduktionsunternehmen Golden Harvest; Bruce Lee sprach sich für ihre Besetzung aus. 1977 stellte sie eine der Hauptrollen als Agentin Yu Chi im Film Die Todesengel des Kung Fu dar. In den nächsten Jahren folgten Besetzungen in weit über 150 Film- und Serienproduktionen.
Sie gewann 2008, 2011, 2013 und 2018 den Hong Kong Film Award für die beste Schauspielerin. Sie spricht Englisch, Mandarin und Kantonesisch.

## Filmografie (Auswahl)
- 1975: Shi san hao xiong zhai
- 1975: Der Supermann mit der Todespranke (Xiang Gang chao ren)
- 1977: Die Todesengel des Kung Fu (Qiao tan nu jiao wa)
- 1977: Die Killerkralle (Bei po)
- 1977: Der Kung Fu-Fighter von Chinatown (Tang ren jie xiao zi)
- 1982: Chun Fang – Das blutige Geheimnis (Ren pi deng long)
- 1997: Dongfang muqin (Fernsehserie, 22 Episoden)
- 2008: Hong Kong Dangerous – Stadt der Gewalt (Qing tai)
- 2010: Tiger & Dragon Reloaded (Da lui toi)
- 2013: Voyage
- 2014: As the Light Goes Out (Gau foh ying hung)
- 2016: Affairs of the Heart (Fernsehserie, Episode 1x02)
- 2016: The Girl Shaman
- 2017: Lucky Fat Man
- 2017: My Alien Girlfriend
- 2017: Adonis (San shi er li)
- 2017: Never Too Late
- 2019: The Unknown Mother (Kurzfilm)
- 2021: Mission 24 (Fernsehserie)